# Gottlieb Immanuel Dindorf

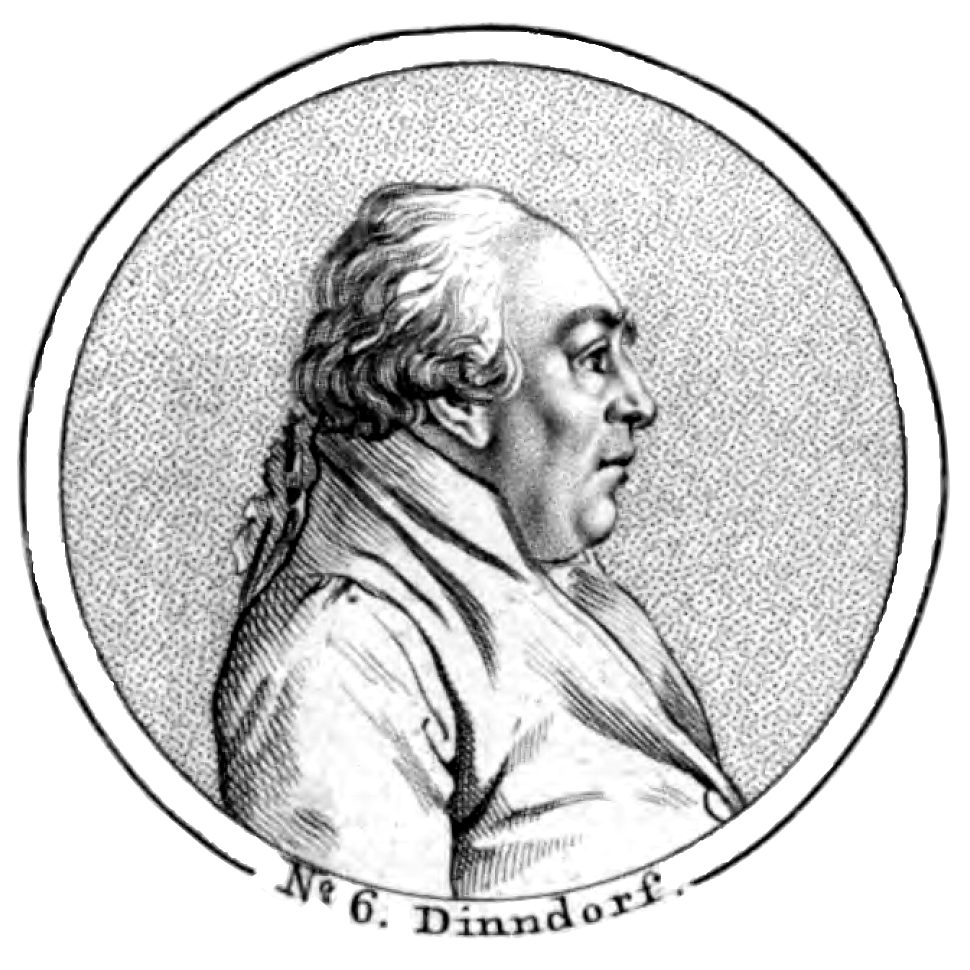
Gottlieb Immanuel Dindorf

Gottlieb Immanuel Dindorf (* 10. August 1755 in Rotta; † 19. Dezember 1812 in Leipzig) war ein deutscher Sprachwissenschaftler und Theologe.

## Leben
Dindorfs Vater, ein Prediger, starb früh, weshalb Dindorf mit seiner Mutter nach ihrem Geburtsort Freiberg zog. Dort wurde Dindorf von einem Hauslehrer erzogen und trat anschließend in das Gymnasium ein, wo er von Johann Georg Bidermann, Hecht und Hübler ausgebildet wurde. Beim Rector Wilisch lernte er mit großem Erfolg Hebräisch. Er studierte an der Universität Leipzig bei Christian August Crusius und Ernst Platner Philosophie und besuchte Lehrveranstaltungen zur Geschichte, Rechtsgeschichte und Altertumswissenschaften (bei Friedrich Wolfgang Reiz). Er spezialisierte sich bald auf Theologie bei Johann August Ernesti, und Christian August Clodius. Bei Johann August Dathe lernte er die verschiedensten orientalischen Sprachen. Auch im Englischen und Französischen erwarb er versierte Kenntnisse.
1780 wurde er Magister der Philosophie, 1783 folgte seine Promotion mit der Dissertation „Maxima versionum difficultas in linguarum dissimilitudine sita est“. 1784 wurde er Kustos der Universitätsbibliothek Leipzig. 1785 legte er das Baccalaureat der Theologie ab. 1786 wurde er zum außerordentlichen Professor der Philosophie ernannt, nach Dathes Tod 1791 Professor des Hebräischen und später sämtlicher orientalischer Sprachen. Er gab ein hebräisch-chaldäisches Lexikon in zwei Bänden heraus (Leipzig 1801–04).
Dindorfs Söhne, Wilhelm (1802–1883) und Ludwig (1805–1871), wurden bedeutende Altphilologen in Leipzig.